# Ylivieska
Ylivieska er en by i landskabet Norra Österbotten i Finland med 15.307 indbyggere (31. december 2020).

## Ekstern henvisning
- Wikimedia Commons har flere filer relateret til Ylivieska
- Ylivieskas officielle hjemmeside

64°04′20″N 24°32′15″Ø / 64.07222°N 24.53750°Ø
1. ↑  Population growth biggest in nearly 70 years, Statistikcentralen (fra Wikidata).